# Бад-Лангензальца
Бад-Лангензальца (нем. Bad Langensalza) — город в Германии, курорт, расположен в земле Тюрингия.
Входит в состав района Унструт-Хайних. Население составляет 17 986 человек (на 31 декабря 2010 года). Занимает площадь 123,11 км². Официальный код — 16 0 64 003.
Город подразделяется на 12 городских районов.
27 июня 1866 года, во время австро-прусско-итальянской войны, под этим городом состоялось сражение между прусско-саксонской армией с одной стороны и ганноверско-баварской армией с другой стороны.

## Известные уроженцы
- Грауэль, Эрхард (1910—2005) — штурмбаннфюрер СС.
- Тило, Иоганн Карл (1794—1853) — немецкий теолог и исследователь Библии.

## Фотогалерея

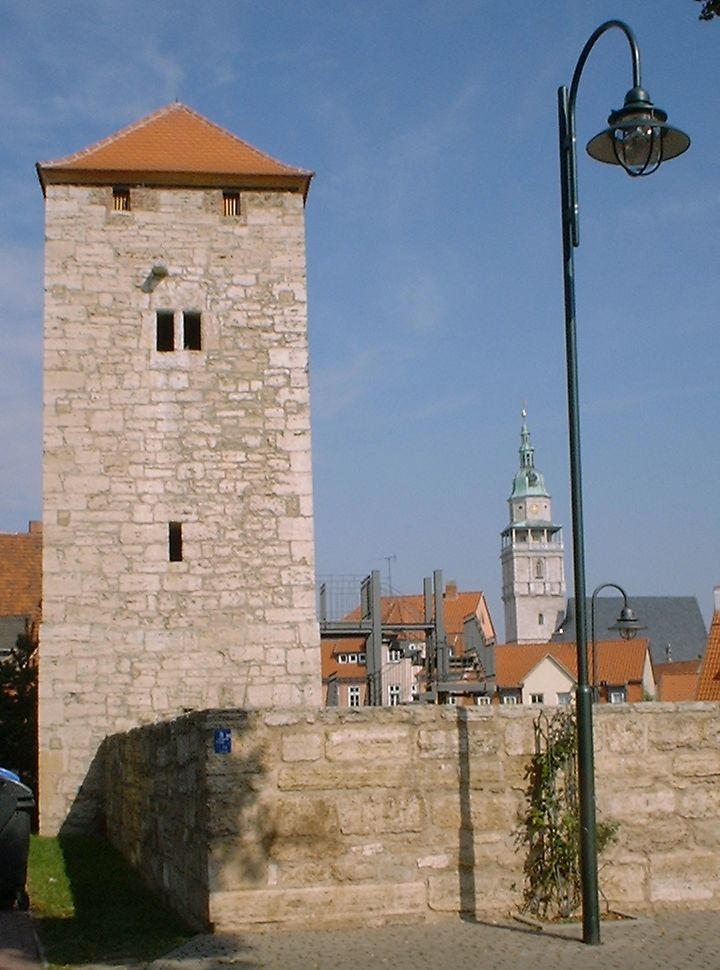
Бад-Лангензальца
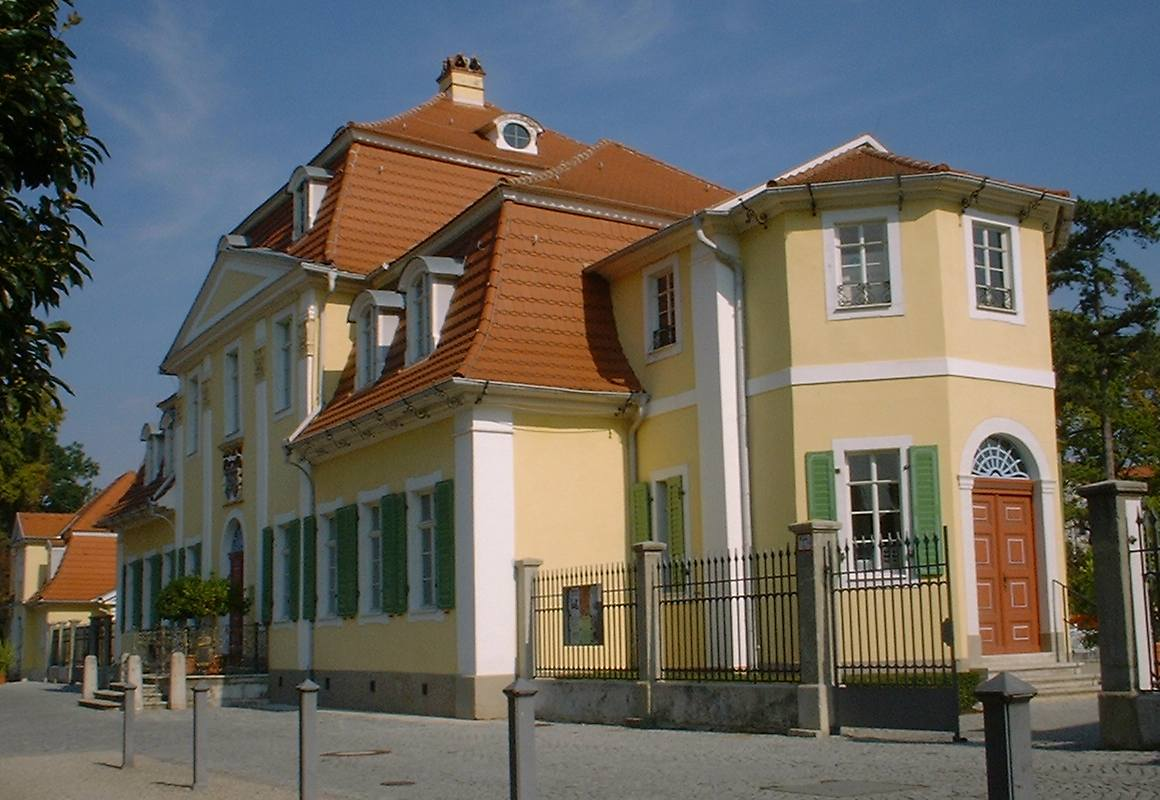
Бад-Лангензальца